# جون كارمايكل (سياسي)
جون كارمايكل هو سياسي أمريكي، ولد في 2 يوليو 1957 في ويتشيتا في الولايات المتحدة. نشط حزبياً في الحزب الديمقراطي. وقد انتخب عضو مجلس نواب كنساس ‏.